# Powrót Draculi
Powrót Draculi (ang. Dracula Has Risen from the Grave) – brytyjski horror z 1968 roku. Film jest kontynuacją filmu Dracula: Książę Ciemności z 1966 roku. Został wyprodukowany przez studio Hammer Film Productions.

## Treść
Wampir Drakula, który w poprzedniej części, z pomocą egzorcyzmów, został zmuszony do opuszczenia  swojej siedziby, teraz powraca by dokonać zemsty. Chce porwać córkę księdza-egzorcysty, który skazał go na wygnanie i uczynić z niej wampirzycę.

## Obsada
- Christopher Lee – Dracula
- Barry Andrews – Paul
- Barbara Ewing – Zena
- Veronica Carlson – Maria Mulle
- Rupert Davies – Ernest Muller
- Carrie Baker – Pierwsza ofiara
- George A. Cooper – Farmer w gospodzie
- Michael Ripper – Max
- Marion Mathie – Anna Muller
- Ewan Hooper – Ksiądz